# Callas (krater)
För andra betydelser, se Callas.
Callas är en nedslagskrater med en diameter på ungefär 33 kilometer, på planeten Venus. Callas har fått sitt namn efter operasångerskan Maria Callas.